# Третинний волосяний покрив
Трети́нний волосяний покрив — одна з найважливіших расових ознак. До третинного волосяного покриву належить: волосся в області лобка, у пахвових западинах, а в чоловіків також на животі, грудях і на обличчі (борода й вуса).

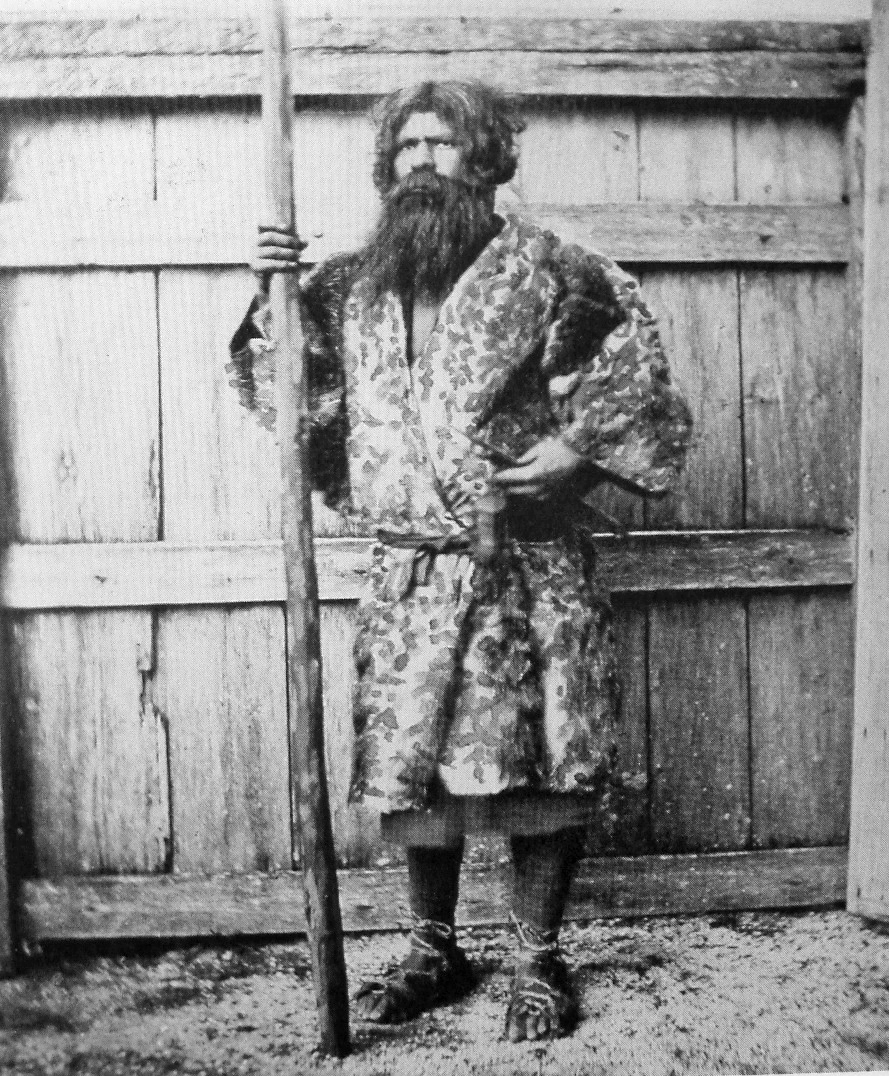
Чоловік айн (близько 1880 рік)

При антропологічних дослідженнях цю ознаку зазвичай розглядають тільки у чоловіків окремо на обличчі і на тілі. На обличчі до третинного волосяного покриву відносяться борода і вуса. Розрізняють дуже слабкий розвиток бороди (бал 1), слабкий (2), середній (3), сильний (4) і дуже сильний (5). Бали вказують на густоту волосся бороди і на те, яку поверхню на обличчі вони займають.
Максимальні ступені розвитку бороди відзначені у айнів Японії, у аборигенів Австралії, у деяких народів Західної Азії і Закавказзя.